# Margarete Späte
Margarete Späte (* 26. Februar 1958 in Leipzig) ist eine deutsche Politikerin und Bildhauerin.
Nach dem Abitur 1976 und einer Ausbildung zum Steinmetz studierte sie an der Burg Giebichenstein Hochschule für Kunst und Design Halle Bildhauerei. Schon während des Studiums übernahm sie in ihrem Heimatort Kayna den Bildhauerei- und Steinmetzbetrieb ihres Vaters Alfred Späte (1917–1979), dessen Miteigentümerin sie bis heute ist.
Von 1990 bis zur Eingemeindung des Ortes nach Zeitz im Jahr 2009 war sie Bürgermeisterin von Kayna, bis 2024 fungierte sie als Ortsbürgermeisterin. 1991 trat sie der CDU bei. Sie ist von 1994 bis 2024 Kreistagsmitglied des Burgenlandkreises gewesen und war von 1994 bis 2002 Mitglied des Bundestags. Seit 2024 ist sie Ehrenkreisrätin.